# 挫折地点
「挫折地点」（ざせつちてん）は、日本の歌手・misonoの7作目のシングル。

## 概要
- 前作「ポチ」から約4か月ぶりのシングル。
- 今作はダンス&ロックをテーマに新たな新境地を切り拓く企画「ROCKプロジェクト」の第1弾作品として、日向秀和を迎え制作された[1][2]。
- カバーやセルフカバーでない新録曲がカップリングに収録されたのは「スピードライブ」以来4作ぶりとなった。
- 表題曲はフジテレビ系列『志村けんのだいじょうぶだぁII』及び『武=孝太郎』のエンディングテーマに起用された。
- ジャケットの異なるCD+DVD規格とCD規格の2形態で発売され、DVDには表題曲のビデオクリップと今作のスポットCM、misonoからのコメント映像が収録された。

## 収録曲
| 全作曲・編曲: 日向秀和。 |                                                                 |           |            |      |
| #                        | タイトル                                                        | 作詞      | 作曲・編曲 | 時間 |
| 1.                       | 「挫折地点」                                                    | misono    | 日向秀和   | 3:48 |
| 2.                       | 「black & white 〜黒いサングラスかけた日から〜」                | misono    | 日向秀和   | 3:34 |
| 3.                       | 「挫折地点 -instrumental-」                                     |           | 日向秀和   | 3:48 |
| 4.                       | 「black & white 〜黒いサングラスかけた日から〜 -instrumental-」 |           | 日向秀和   | 3:33 |
| 合計時間:                | 合計時間:                                                       | 合計時間: | 14:43      |      |

### 解説
1. 挫折地点
2. black & white 〜黒いサングラスかけた日から〜
3. 挫折地点 -instrumental-
表題曲のインストゥルメンタルバージョン。
4. black & white 〜黒いサングラスかけた日から〜 -instrumental-
カップリング曲のインストゥルメンタルバージョン。

## 参加ミュージシャン
- misono：Vocal (#1,2)

support musician
- 日向秀和：Bass & Guitar (全曲)、Handsclaps (#1,3)、Keyboards (#2,4)
- 大喜多崇規：Drums (全曲)

## タイアップ
- フジテレビ系列バラエティ番組『志村けんのだいじょうぶだぁII』第92回〜95回エンディングテーマ (#1)
- フジテレビ系列『武=孝太郎』エンディングテーマ (#1)

## 収録アルバム
- 生 -say- (#1,2)